# 徐県
徐県（じょ-けん）は中華人民共和国江蘇省にかつて存在した県。現在の宿遷市泗洪県南部に相当する。
前漢により設置され、南北朝時代の宋により廃止された。